# Теучитлан
Теучитлан — місто і муніципалітет у штаті Халіско на центральному заході Мексики. Муніципалітет займає площу 285,53 км².
Станом на 2005 рік в муніципалітеті було 8 311 населення.
Теучитлан розташований поблизу археологічної пам'ятки Гуачімонтонес, пов'язаної з доколумбовою теучитланською традицією.